# Мандельстам, Род
Алан Родни («Род») Мандельстам (англ. Alan Rodney (Rod) Mandelstam; род. 8 апреля 1942, Боксбург, Гаутенг) — южноафриканский теннисист. Победитель Уимблдонского турнира 1960 года в одиночном разряде среди юношей. На Маккабиаде 1961 года завоевал золото в смешанном парном разряде вместе с Марлен Герсон и серебро в мужском парном разряде вместе с Джули Майерсом.
Мандельштам на международном уровне выиграл четыре турнира (в 1962—1970 годах). Участник турниров Большого шлема: Уимблдона, Открытых чемпионатов США и Франции. Лучший результат — третий круг Открытого чемпионата США 1962 года.
Член Зала славы Университета Майами.